# 金沢丸越百貨店
株式会社金沢丸越百貨店（かなざわまるこしひゃっかてん、英: Kanazawa Marukoshi Department Store Co., Ltd.）は、石川県金沢市に本社を置き、日本の百貨店である「金沢エムザ」を運営している企業。
名古屋鉄道の完全子会社で名鉄グループに属していたが、2021年（令和3年）3月31日付で全株式がヒーローへ譲渡されると同時に名鉄グループから離脱。同年4月1日に社名を「株式会社金沢名鉄丸越百貨店」から「株式会社金沢丸越百貨店」に、店名を「めいてつ・エムザ」から「金沢エムザ」に変更した。

## 概要
それまで武蔵ヶ辻交差点対面の1930年（昭和5年）に老舗製茶業の一族だった林屋亀次郎が建設した三越旧金沢店（のちの「旧丸越金沢本店」および「大和旧武蔵店」）跡で営業してきた丸越が、1973年（昭和48年）10月1日に金沢スカイビルの開業と共に現在地へ移転して同時に店名を変更して金沢名鉄丸越百貨店として開店して営業を始めた。
また、この移転と同時に高層階には同じく名鉄グループの金沢スカイホテル（開業当時、2014年3月1日に「ANAホリデイ・イン金沢スカイ」に名称変更）が同時に開業して現在も営業している。
1983年（昭和58年）9月に名鉄丸越商事株式会社を存続会社として合併、同時に株式会社金沢名鉄丸越百貨店と商号変更を行っており、現在の法人は2代目である。
同年11月子会社スカイビル駐車場が地下1階地上8階で750台収容の立体駐車場を完成させるなどモータリゼーションへの対応を進め、1985年（昭和60年）10月にビル内のジャスコ保有分を買収して増床を行うなど全面的な改装を行った。
1996年（平成8年）11月には金沢市本町の市街地再開発ビル「リファーレ」1階、2階に2,778.3m2に書籍やアウトドアグッズの売場を持つサテライト店を子会社名鉄五番街の運営で開設するなど拡張路線を採った。
かつては「金沢名鉄丸越百貨店」（通称：名鉄丸越）という名前で運営していたが、2002年（平成14年）4月の金沢スカイビル内で隣接していた専門店街「スカイプラザ」などを一体化する大規模改装とともに愛称を「めいてつ・エムザ」とした。
店舗は、金沢市で香林坊に次ぐ商店街である武蔵ヶ辻にあり、この地域の核店舗となっている。生鮮食料品を主体とした小売市場、近江町市場の対面に位置する。
2002年（平成14年）5月に実施した10億円の第三者割当増資や2004年（平成16年）8月で解散した名鉄五番街とスカイビル駐車場の子会社2社の債務を共に親会社の名古屋鉄道に引き受けてもらうなど支援を受けて2006年（平成18年）2月期決算では、リファーレ館撤退などによる不採算部門の整理の完了と、Meiカードの浸透による集客力の向上で、前期比増収増益を達成、売上高204億円、経常利益9929万円を確保するなど、収益力の回復が見られた。
しかし、同年8月中間期で固定資産の減損会計を適用した結果46億円の特別損失を計上して6億から7億円の債務超過に陥り、「債務超過状態が続けば商品券が発行できなくなるなど営業に支障が出る」として名古屋鉄道が10から20億円の増資を引き受けて支援を行う方向で検討が進められ、名古屋鉄道は20億円の増資を優先株式による第三者割当増資の形で引き受けて2007年（平成19年）2月に実施した。
その半年後の2007年（平成19年）8月中間期では今度は発行している発行後4年以上が経過した商品券と発行したポイントに関して引当金を引当てたことに伴って約2.4億円の特別損失を計上し、ほかにも棚卸し資産の評価方法の変更に伴って評価損を計上するなどしたため約3.11億円の最終損失を出したが、前年度に既に増資を引き受けてもらっていたため新たな支援は必要ないとしていた。
2006年（平成18年）2月期で約204億円あった売上高は近年の消費不況などに伴う百貨店全体の売上低迷などの影響を受け、近年は5期連続で減収で2012年（平成24年）2月期は約162.51億円となっている。
2014年には、北陸新幹線の開業とそれに伴う観光客の増加を見越し、1階をリニューアルし土産物専門店街「黒門小路」をオープンした。
売上が減少傾向にあることや、親会社である名古屋鉄道による中期経営計画や新型コロナウイルスの影響などにより、2021年3月31日付で、金沢名鉄丸越百貨店全株式が金沢スカイホテルとともに茨城県を中心にディスカウントスーパーヒーローを運営している株式会社ヒーロー（茨城県牛久市）へ譲渡され、翌4月1日に商号を金沢丸越百貨店へ変更するほか、「めいてつ・エムザ」の名称も「金沢エムザ」へ変更した。金沢丸越百貨店の社長にはヒーロー社長室長兼経営企画室長の熱田隆明が就任する。
丸越として営業していた時代については丸越、大和武蔵店として営業していた時代については大和 (百貨店)#武蔵店を参照。

## 沿革
- 1944年（昭和19年）4月 - 太平洋戦争中のこの年、大和武蔵店を譲り受け、軍需工場・大和航器として創業[1]。創業地は金沢市尾張町2丁目1-10であり、閉店したダイエー金沢店の位置に当たる。なお、当時の武蔵ヶ辻交差点（現・武蔵交差点）は、彦三方向への道路が開通しておらず三叉路であった。また、大和武蔵店は元々は三越の金沢店で三越撤退後に「（旧）丸越百貨店」として営業していたが戦時中大和と合併したもの。
- 1950年（昭和25年） - 同地で衣料品の販売を開始。
- 1952年（昭和27年）9月 - 武蔵に商号変更して[1]、百貨店としての営業形態となる[17]。
- 1953年（昭和28年）9月 - 丸越に商号変更[1]。
- 1959年（昭和34年）11月 - 伊藤忠商事と資本提携[1]。
- 1962年（昭和37年）5月 - 名古屋鉄道、名鉄百貨店と資本提携[1]。
- 1973年（昭和48年）
  - 8月 - 金沢名鉄丸越百貨店に商号変更[1]。
  - 10月1日 - 市街地再開発事業で建設された武蔵ヶ辻交差点対面のスカイビルに移転して、現在の店舗での営業を開始する[7]。
- 1983年（昭和58年）
  - 9月 - 名鉄丸越商事株式会社を存続会社として合併、同時に株式会社金沢名鉄丸越百貨店と商号変更[1]。
  - 11月 - 子会社スカイビル駐車場が地下1階地上8階で750台収容の立体駐車場を完成[9]。
- 1992年（平成4年）12月 - 子会社名鉄五番街を設立[1]。
- 1996年（平成8年）11月 - 金沢市本町の市街地再開発ビル「リファーレ」に子会社名鉄五番街を通じてリファーレ館を開設し、サテライト店舗を展開[9]。
- 2002年（平成14年）4月27日 - 「スカイビル」内で隣接していた専門店街「スカイプラザ」などを一体化する大規模改装とともに、店舗名称を「めいてつ・エムザ」に変更[1][18]。
- 2004年（平成16年）8月 - リファーレ館事業から完全撤退[1]。
- 2004年（平成16年）8月 - 子会社名鉄五番街とスカイビル駐車場が解散を決議[1]。
- 2014年（平成26年）11月29日 - 土産物専門店街「黒門小路」を1階にオープン[13]。
- 2017年（平成29年）3月22日 - 同日開業のイオンモール新小松内に地域の名産品を中心に取り揃えた「めいてつ・エムザ 黒門小路」を出店（2020年に閉鎖）[19]。
- 2021年（令和3年）4月1日 - 名古屋鉄道が保有している全株式をヒーローへ譲渡し、商号を金沢丸越百貨店へ変更[20]。同時に店舗名を「金沢エムザ」へ変更[2][14][15][16]。

## フロア構成

### 二代目店舗（金沢スカイビル）
詳細は、公式サイトの「フロアガイド」を参照。
| 階                     | フロア概要                                                                                           |
| ---------------------- | --- |
| 9F（大型塔屋1F、屋上） | 事務所（室内）、屋上遊園地「プレイランド」（屋外）                                                   |
| 8F                     | 呉服、催事場                                                                                         |
| 7F                     | 子供服、おもちゃ、文具                                                                               |
| 6F                     | 生活用品（食器、インテリア）                                                                         |
| 5F                     | 紳士雑貨（靴、鞄）、宝飾                                                                             |
| 4F                     | 紳士服                                                                                               |
| 3F                     | ミセスファッション、名鉄スカイパーキングおよび金沢スカイホテルへの連絡通路                           |
| 2F                     | ヤングキャリアファッション（キャンドゥ）、金沢中日文化センター（北陸中日新聞運営カルチャーセンター） |
| 1F                     | 婦人服・化粧品・婦人雑貨（コムサストア、キタムラ（バッグ））、スターバックス、案内所                 |
| B1F                    | エムザ食品館（直営レストラン「エムザダイニングガーデン」）、ブック宮丸、地下通路連絡口               |
| B2F                    | 駐車場                                                                                               |

### 旧初代店舗
三越旧金沢店 → 旧丸越金沢本店 → 大和旧武蔵店。建物は金沢スカイビル向かいに立地していた。

## その他の店舗
いずれも、金沢名鉄丸越百貨店が運営（出店時点）。
現在
- エムザ デリマーケット クロスゲート プレミアム（石川県金沢市、クロスゲート金沢）[21]

過去
- めいてつ・エムザ 黒門小路 イオンモール新小松店（石川県小松市、イオンモール新小松）[4] - 2020年に閉鎖。